# 阮孟珦
阮孟珦（越南语：／，？—？），越南阮朝官員、舉人。

## 生平
阮孟珦爲河內省彰德縣會舍社人。
1897年（成泰九年），在河南場考中丁酉科舉人，時年29歲。曾做知縣。

## 家庭
- 子阮孟琫（Nguyễn Mạnh Bổng），作家[3]
- 子阮進浪[3]，娶范瓊之女[4]
- 女阮氏松（Nguyễn Thị Tùng），嫁詩人阮克孝（筆名傘沱）[5][6][7]